# Лундквист, Эрик
Эрик «Моларн» Лундквист (род. 29 июня 1908, Гренгесберг, Швеция — 7 января 1963, там же) — шведский спортсмен, завоевавший золотую медаль в метании копья на летних Олимпийских играх 1928 года. Две недели спустя он стал первым человеком, преодолевшим 70-метровый барьер, установив новый мировой рекорд – 71,01 м.
Выступал за шведскую сборную «IFK Grängesberg».
В 1928 получил награду «Big Boys and Girls» №62 после того, как поставил новый мировой рекорд.